# Rhodospatha wendlandii
Rhodospatha wendlandii — вид квіткових рослин із родини Araceae, роду Rhaphidophora. Це ліана, рідним ареалом якої є Беліз, Колумбія, Коста-Рика, Гватемала, Гондурас, пд.-сх. та пд.-зх. Мексика, Нікарагуа, Панама, Перу, Венесуела.